# Абдул Рахман ибн Фајсал
Абдул Рахман ибн Фајсал Ел Сауд (арап. عبد الرحمن بن فيصل ال سعود 'Абд ар Рахман бин фаилал ел сауд ; 1850. - јун 1928.) био је последњи Емир Наџда, владао је од 1875. до 1876. године и од 1889. до 1891. године био је најмлађи син емира Фaјсал ибн Турки Ел Сауда и отац, је оснивача „треће саудијске државе" Краљевине Саудијске Арабије.

## Биографија
Абдул Рахман ибн Абдаллах је био син Абдалаха III. ибн Фајсала, који је био и верски и световни владар вехабија од 1865. као имам. 
Његов ујак Сауд II ибн Фајсал, брат његовог оца, успео је да преузме власт 1871. године. Абдул Рахман је побегао из Наџда са својим оцем. Делегиран од оца отоманским гувернерима у Ираку, добио је њихову интервенцију у Ел Хаси. Када су Османлије успоставиле своју власт у Ел Хаса оаза (1872), Абдул Рахман је покушао да их протера побуном у Хуфуфу, али то није успело и морао је поново да бежи.
Уследио је грађански рат између оца и стрица. Када је Сауд II умро 1873. од рана задобијених током кампање, Абдул Рахман је вратио свог оца да влада као имам у Наџду. Када је отац умро 1889, постао је његов наследник након што се његов брат Мухамед одрекао наследства на престолу.
Међутим, није успео да добије одобрење Мухамеда ел Рашида (1869-1897), вође Шамара. Окупирао је Ријад и присилио Абдула Рахмана и његову породицу да побегну у Кувајт 1891 године.
Његов син Ибн Сауд (1880–1953) успео је да освоји тврђаву Масмак у Ријаду 1902. године, и поново успостави Саудско царство у Наџду. Ибн Сауд је признао свог оца као имама вехабија, због чега му је Абдул Рахман дао одријешене руке у влади. Абд ел Азиз ибн Сауд је касније успео да уједини Наџд и оснује краљевину Саудијску Арабију.